# فيليكس روكي
فيليكس روكي (بالإنجليزية: Felix Roque)‏ هو طبيب أمريكي، ولد في القرن العشرين في كوبا.